# Емералд (переписна місцевість, Вісконсин)
Емералд (англ. Emerald) — переписна місцевість (CDP) в США, в окрузі Сент-Круа штату Вісконсин. Населення — 145 осіб (станом на 1 квітня 2020 року).

## Географія
Емералд розташований за координатами 45°5′12″ пн. ш. 92°14′58″ зх. д. / 45.08667° пн. ш. 92.24944° зх. д. (45.086675, -92.249479).  За даними Бюро перепису населення США в 2010 році переписна місцевість мала площу 4,88 км², з яких 4,83 км² — суходіл та 0,04 км² — водойми.

## Демографія
Згідно з переписом 2010 року, у переписній місцевості мешкала 161 особа в 63 домогосподарствах у складі 37 родин. Густота населення становила 33 особи/км².  Було 67 помешкань (14/км²).
Расовий склад населення:
| - 87,0 % — білих - 4,3 % — азіатів - 6,2 % — осіб інших рас |

До двох чи більше рас належало 2,5 %. Частка іспаномовних становила 9,3 % від усіх жителів.
За віковим діапазоном населення розподілялося таким чином: 29,2 % — особи молодші 18 років, 62,7 % — особи у віці 18—64 років, 8,1 % — особи у віці 65 років та старші. Медіана віку мешканця становила 36,8 року. На 100 осіб жіночої статі у переписній місцевості припадало 106,4 чоловіків;  на 100 жінок у віці від 18 років та старших — 147,8 чоловіків також старших 18 років.
Середній дохід на одне домашнє господарство  становив 58 898 доларів США (медіана — 50 938), а середній дохід на одну сім'ю — 66 982 долари (медіана — 54 375). За межею бідності перебувало 6,5 % осіб, у тому числі 3,4 % дітей у віці до 18 років та 0,0 % осіб у віці 65 років та старших.
Цивільне працевлаштоване населення становило 75 осіб. Основні галузі зайнятості: виробництво — 34,7 %, роздрібна торгівля — 24,0 %, сільське господарство, лісництво, риболовля — 17,3 %, освіта, охорона здоров'я та соціальна допомога — 10,7 %.